# ایس‌برکر کلاس پولار
ایس‌برکر کلاس پولار (به انگلیسی: Polar-class icebreaker) یک کلاس از کشتی است که طول آن ۳۹۹ فوت (۱۲۲ متر) و ارتفاع آن ۱۳۷ فوت ۱۰ اینچ (۴۲ متر) می‌باشد.